# Никифор II Фока
Никифор II Фока (грец. Νικηφόρος Β΄ Φωκάς) (близько 912 — 11 грудня 969)  — візантійський імператор (963—969).

## Життєпис
Походив зі знатного роду Фок. Висунувся як полководець у війнах з арабами, з 954 року — головнокомандувач.
У 961 році відвоював у арабів острів Крит, після чого кіпріоти повернулися на свою батьківщину. Вступив на престол внаслідок повстання малоазійської військової знаті. Внутрішню політику проводив в інтересах світських феодалів.
Своєю новелою (законом), виданою у 964 році, заборонив заснування нових монастирів і обмежив зростання церковного землеволодіння. У 967 році скасував право селян-общинників і стратіотів (служилі люди) на першочергову купівлю землі у великих землевласників (дінатів). Вів успішні війни з арабами, відвоював у них Кілікію і Кіпр (965) та Пн. Сирію з Антіохією (969).
У 966 році вирішив перестати платити данину болгарам за угодою 927 року, і став вимагати, щоб болгари не пропускали мадярів через Дунай грабувати візантійські провінції. Болгарський цар Петро на це заявив, що з мадярами у нього мир, який він не може порушувати. Це призвело до війни проти Болгарії. Намагаючись використати в своїх завойовницьких походах проти болгар збройні сили Київської держави, закликав на допомогу князя Святослава Ігоровича. Фока відправив Калокіра у Київ і дав йому з собою 15 кентинаріїв золота, щоб умовити Русь зробити набіг на Болгарію і примусити її погодитись на візантійські вимоги. У Києві на цю пропозицію погодились відразу, бо Святослав тільки повернувся з походу на в'ятичів.
Однак Святослав, зайнявши в 968 році частину Болгарії, виступив проти Візантії. Як тільки Фока дізнався про це, відразу ж наказав встановити на фортечних стінах столиці метальні машини, перегородити вхід у гавань ланцюгом. У війську Святослава були угорці та правобережні печеніги, тому імператор підбурив лівобережних печенігів напасти на Київ і цим примусив Святослава та його київську дружину повернутись у Придніпров'я. Одночасно греки запропонували болгарським царівнам шлюб з синами покійного імператора Романа. Грецькі посли пообіцяли болгарським вельможам допомогу у вигнанні Святослава.
Убитий під час заколоту Іоанна Цимісхія.

## Канонізація
Святий у Православ'ї. День Пам'яті - 11 грудня.

## Родина
1. Дружина — невідома (з Куркуасів або Склірів)
діти:
- Барда (пом. до 963)

2. Дружина — Феофана